# MasterChef Junior
MasterChef Junior là cuộc thi nấu ăn của Mỹ dành cho trẻ em từ 8-13 tuổi, được công chiếu trên Fox vào ngày 27 tháng 9 năm 2013. Nó dựa trên định dạng của chương trình Junior MasterChef của Anh.
Vào ngày 5 tháng 3 năm 2014, MasterChef Junior đã được gia hạn đến phần thứ ba trước khi bắt đầu sản xuất phần hai. Phần thứ hai được công chiếu vào ngày 4 tháng 11 năm 2014. Phần thứ ba khởi chiếu vào ngày 6 tháng 1 năm 2015. Phần thứ tư được công chiếu vào ngày 6 tháng 11 năm 2015. Phần thứ năm công chiếu vào ngày 9 tháng 2 năm 2017. Phần thứ sáu công chiếu vào ngày 2 tháng 3 năm 2018. Vào ngày 13 tháng 2 năm 2019, đã có thông báo rằng phần thứ bảy sẽ ra mắt với hai tập đặc biệt  lên sóng vào ngày 12 tháng 3 năm 2019, với các giám khảo là Gordon Ramsay, Christina Tosi và Aarón Sanchez.
Vào ngày 17 tháng 7 năm 2019, có thông báo rằng chương trình sẽ quay trở lại mùa thứ 8, với Ramsay và Sanchez quay lại làm giám khảo, cùng với giám khảo mới Daphne Oz thay thế Tosi. Phần này sẽ được công chiếu vào tháng 9 năm 2020.

## Định dạng chương trình
Bất kỳ trẻ em nào trong độ tuổi từ 8 đến 13 đều có thể đăng ký trở thành thí sinh của chương trình bằng cách đăng ký trực tuyến hoặc tham gia các cuộc tuyển sinh mở. Trong nhều năm, các thí sinh được công bố thông qua nhiều phương thức, đôi khi thông qua các cuộc thi, hoặc đôi khi các thí sinh hàng đầu được công bố một cách đơn giản.
Cũng như trong chương trình gốc MasterChef, các thử thách sau đây đều thường xuyên được đưa vào chương trình:
- Kiểm tra kỹ năng: Các đầu bếp được thử thách thực hiện một loạt các kỹ thuật hoặc phong cách nấu ăn phổ biến, hoặc mô phỏng lại một phương pháp nấu ăn cụ thể của một món ăn (ví dụ: món bít tết được nấu đến một độ chín nhất định nào đó). Loại kiểm tra này đôi khi cũng được sử dụng như một bài kiểm tra loại trừ.
- Chiếc hộp bí ẩn: Tất cả các đầu bếp đều được phát một hộp thực phẩm có các nguyên liệu giống nhau và chỉ được sử dụng những nguyên liệu đó để tạo ra một món ăn trong một khoảng thời gian nhất. Ban giám khảo sẽ dựa trên hình thức và kỹ thuật để chọn ba món ăn và nếm thử. Từ ba món ăn này, giám khảo sẽ chọn ra một người chiến thắng, người này giành được lợi thế về một số loại trong bài kiểm tra loại trừ.
- Bài thi loại trừ: Sau khi giải thích thử thách, ban giám khảo đánh giá tất cả các món ăn dựa trên hương vị và hình dáng. Ban giám khảo sẽ điểm danh những món ăn tệ nhất và phê bình chúng, sau đó họ sẽ quyết định loại ít nhất một thí sinh.
- Thử thách nhóm: Các đầu bếp được chia thành các đội bởi đội trưởng hoặc giám khảo. Phần thi này thường xảy ra trong một nhà hàng được chọn sẵn, hoặc có thể tại một nhà hàng ngẫu nhiên, và các thí sinh sẽ làm việc như nhân viên tại đó. Thực khách sẽ nếm thử món ăn của cả hai đội và bình chọn món mình yêu thích. Đội chiến thắng vào tiếp vòng trong, trong khi đội thua cuộc sẽ tham gia Bài kiểm tra áp lực.
- Bài kiểm tra áp lực: Một hình thức khác của Bài thi loại trừ, các thành viên trong nhóm thua cuộc cạnh tranh trực tiếp với nhau để nấu một món ăn tiêu chuẩn trong một khoảng thời gian rất hạn chế và đòi hỏi trình độ nấu nướng tuyệt vời. Mỗi món ăn được đánh giá dựa trên hương vị, hình ảnh hấp dẫn và kỹ thuật, đầu bếp thua cuộc sẽ bị loại.

Khi chỉ còn hai hoặc 3 thí sinh trong cuộc thi, những người lọt vào vòng chung kết sẽ đấu với nhau theo hình thức nấu ba món ăn. Tất cả các món trong bữa ăn đều được đánh giá và người chiến thắng chung cuộc sẽ được trao vương miện. Người chiến thắng mỗi mùa sẽ giành được 100.000 đô la, cúp MasterChef Junior. và danh hiệu MasterChef Junior. Một số mùa giải cũng có thêm các giải thưởng khác.

## Tổng quan về các mùa

### Các mùa
| Mùa | Mùa | Số tập | Ngày phát sóng | Ngày phát sóng | Thí sinh | Các kết quả        | Các kết quả                  | Ban giám khảo | Ban giám khảo       | Ban giám khảo  |
| Mùa | Mùa | Số tập | Tập đầu tiên   | Tập cuối cùng  | Thí sinh | Người chiến thắng  | Á Quân                       | Ban giám khảo | Ban giám khảo       | Ban giám khảo  |
| --- | --- | ------ | -------------- | -------------- | -------- | ------------------ | ---------------------------- | ------------- | ------------------- | -------------- |
|     | 1   | 7      | 27/09/2013     | 28/11/2013     | 12       | Alexander Weiss    | Dara Yu                      | Gordon Ramsay | Graham Elliot       | Joe Bastianich |
|     | 2   | 7      | 04/11/2014     | 16/12/2014     | 16       | Logan Guleff       | Samuel Stromberg             | Gordon Ramsay | Graham Elliot       | Joe Bastianich |
|     | 3   | 8      | 06/01/2015     | 24/02/2015     | 19       | Nathan Odom        | Andrew Zappley               | Gordon Ramsay | Graham Elliot       | Joe Bastianich |
|     | 4   | 12     | 06/11/2015     | 21/01/2016     | 24       | Addison Osta Smith | Avery Kyle                   | Gordon Ramsay | Graham Elliot       | Christina Tosi |
|     | 5   | 15     | 09/02/2017     | 18/05/2017     | 20       | Jasmine Stewart    | Justise Mayberry             | Gordon Ramsay | Giám khảo khách mời | Christina Tosi |
|     | 6   | 15     | 02/03/2018     | 18/05/2018     | 24       | Beni Cwiakala      | Avery Meadows & Quani Fields | Gordon Ramsay | Joe Bastianich      | Christina Tosi |
|     | 7   | 15     | 12/03/2019     | 04/06/2019     | 24       | Che Spiotta        | Ivy Angst & Malia Brauer     | Gordon Ramsay | Aarón Sanchez       | Christina Tosi |

## Phát triển
Cũng giống như phiên bản cho người lớn, khi mới lên sóng, MasterChef Junior dùng Gordon Ramsay, Joe Bastianich và Graham Elliot làm ban giám khảo. Bastianich đã không quay lại trong mùa thứ tư của chương trình,anh được thay thế bởi đầu bếp bánh ngọt nổi tiếng Christina Tosi. Elliot đã không quay lại trong mùa thứ năm của chương trình, và một loạt các giám khảo khách mời luân phiên xuất hiên cho vị trí giám khảo thứ ba. Mùa giải thứ sáu, Bastianich trở lại vị trí giám khảo của mình. Trong mùa giải thứ bảy, Bastianich một lần nữa ra đi và được thay thế bởi Aarón Sanchez, đây là một trong những giám khảo khách mời trong mùa 5 cũng như giám khảo của MasterChef phiên bản người lớn.
Fox đã thông báo tuyển sinh cho chương trình vào tháng 1 năm 2013. Fox chính thức quyết định cho chương trình (dưới tên gọi Junior MasterChef)lên sóng vào ngày 10 tháng 5 năm 2013. Tên sau đó được đổi thành MasterChef Junior. Có những ý kiến lo ngại rằng phong cách chửi bới các thí sinh của Ramsay trong các chương trình đối thủ khác của ông ấy (đáng chú ý nhất là Hell's Kitchen và <i id="mw7A">MasterChef</i> dành cho người lớn) sẽ chuyển sang MasterChef Junior. Nhưng điều đó không thành hiện thực. Một thí sinh (tên là Gavin) nói rằng Ramsay chỉ chửi bới hai lần trong quá trình sản xuất chương trình và chưa bao giờ chửi bới các thí sinh. Trong lần chỉnh sửa cuối cùng, anh ấy đã chửi thề một lần trước mặt (nhưng không trực tiếp) các thí sinh.

## Tóm tắt từng mùa

### Mùa 1 (2013)
Phần đầu tiên được công chiếu vào ngày 27 tháng 9 năm 2013, với các đầu bếp Gordon Ramsay, Graham Elliot và Joe Bastianich làm giám khảo.
Người chiến thắng trong MasterChef Junior mùa 1 là Alexander Weiss, mười ba tuổi đến từ Thành phố New York.
Người vào bán kết Troy Glass hiện là một diễn viên, xuất hiện trên Kids React và các chương trình nấu ăn khác, và làm khách mời trên các chương trình như Agents of SHIELD

### Mùa 2 (2014)
Phần thứ hai được công chiếu vào ngày 4 tháng 11 năm 2014, với các đầu bếp Gordon Ramsay, Graham Elliot và Joe Bastianich một lần nữa làm giám khảo.
Người chiến thắng trong MasterChef Junior mùa 2 là Logan Guleff, một cậu bé 11 tuổi đến từ Memphis, Tennessee.

### Mùa 3 (2015)
Phần thứ ba được công chiếu vào ngày 6 tháng 1 năm 2015, với các đầu bếp Gordon Ramsay, Graham Elliot và Joe Bastianich một lần nữa đóng vai trò giám khảo.
Người chiến thắng trong MasterChef Junior mùa 3 là Nathan Odom, một học sinh 12 tuổi đến từ San Diego, California.

### Mùa 4 (2015–16)
Mùa thứ tư được công chiếu vào ngày 6 tháng 11 năm 2015, với các đầu bếp Gordon Ramsay, Graham Elliot và Christina Tosi làm giám khảo.
Người chiến thắng trong MasterChef Junior mùa 4 là Addison Smith, một cô bé chín tuổi đến từ River Forest, Illinois.

### Mùa 5 (2017)
Mùa thứ năm được công chiếu vào ngày 9 tháng 2 năm 2017, với đầu bếp Gordon Ramsay và Christina Tosi làm giám khảo, cùng với nhiều giám khảo khách mời bao gồm Julie Bowen và Mayim Bialik.
Người chiến thắng trong MasterChef Junior mùa 5 là Jasmine Stewart, một học sinh 11 tuổi đến từ Milton, Georgia. Cô là thí sinh bị loại đầu tiên giành chiến thắng trong cuộc thi.

### Mùa 6 (2018)
Mùa thứ sáu được công chiếu vào ngày 2 tháng 3 năm 2018, với hai đầu bếp trở lại Gordon Ramsay và Christina Tosi làm giám khảo, cùng với giám khảo thứ ba Joe Bastianich trở lại.
Người chiến thắng trong MasterChef Junior mùa 6 là Beni Cwiakala, một cô bé chín tuổi đến từ Chicago, Illinois.

### Mùa 7 (2019)
Phần thứ bảy được công chiếu vào ngày 12 tháng 3 năm 2019, với các đầu bếp trở lại Gordon Ramsay và Christina Tosi đóng vai trò giám khảo, cùng với giám khảo thứ ba trở lại Aarón Sanchez.
Người chiến thắng trong MasterChef Junior mùa 7 là Che Spiotta, một cậu bé 12 tuổi đến từ Boiceville, New York.

## Thứ hạng truyền hình
Bảng xếp hạng theo mùa (dựa trên tổng số người xem trung bình mỗi tập) của MasterChef Junior trên Fox.
Mỗi mùa truyền hình của Hoa Kỳ bắt đầu vào cuối tháng 9 và kết thúc vào cuối tháng 5, trùng với việc hoàn thành các đợt quét của tháng 5.
| Mùa | Khung giờ (ET)   | Số tập | Tập đầu tiên | Tập đầu tiên      | Tập cuối   | Tập cuối          | Mùa truyền hình | Xếp hạng mùa giải | Người xem theo mùa |
| Mùa | Khung giờ (ET)   | Số tập | Ngày         | Người xem (triệu) | Ngày       | Người xem (triệu) | Mùa truyền hình | Xếp hạng mùa giải | Người xem theo mùa |
| --- | ---------------- | ------ | ------------ | ----------------- | ---------- | ----------------- | --------------- | ----------------- | ------------------ |
| 1   | 8:00 tối Thứ Sáu | 7      | 27/09/2013   | 4,29              | 22/08/2013 | 4,14              | 2013–14         | 83                | 5,56               |
| 2   | 8:00 tối Thứ Ba  | 7      | 04/11/2014   | 5,09              | 16/12/2014 | 5,66              | 2014–15         | 89                | 6.30               |
| 3   | 8:00 tối Thứ Ba  | 8      | 06/01/2015   | 5,33              | 24/02/2015 | 4,83              | 2014–15         | 89                | 6.30               |
| 4   | 8:00 tối Thứ Sáu | 12     | 06/11/2015   | 4,16              | 29/01/2016 | 4,75              | 2015–16         | 81                | 5,67               |
| 5   | 8:00 tối Thứ Năm | 15     | 09/02/2017   | 4,21              | 18/05/2017 | 3,52              | 2016–17         | 97                | 4,57               |
| 6   | 8:00 tối Thứ Sáu | 15     | 02/03/2018   | 3,40              | 18/05/2018 | 3,32              | 2017–18         | 114               | 4,33               |
| 7   | 8:00 tối Thứ Ba  | 15     | 12/03/2019   | 2,82              | 04/06/2019 | 3,27              | 2018–19         |                   |                    |